# William Hall

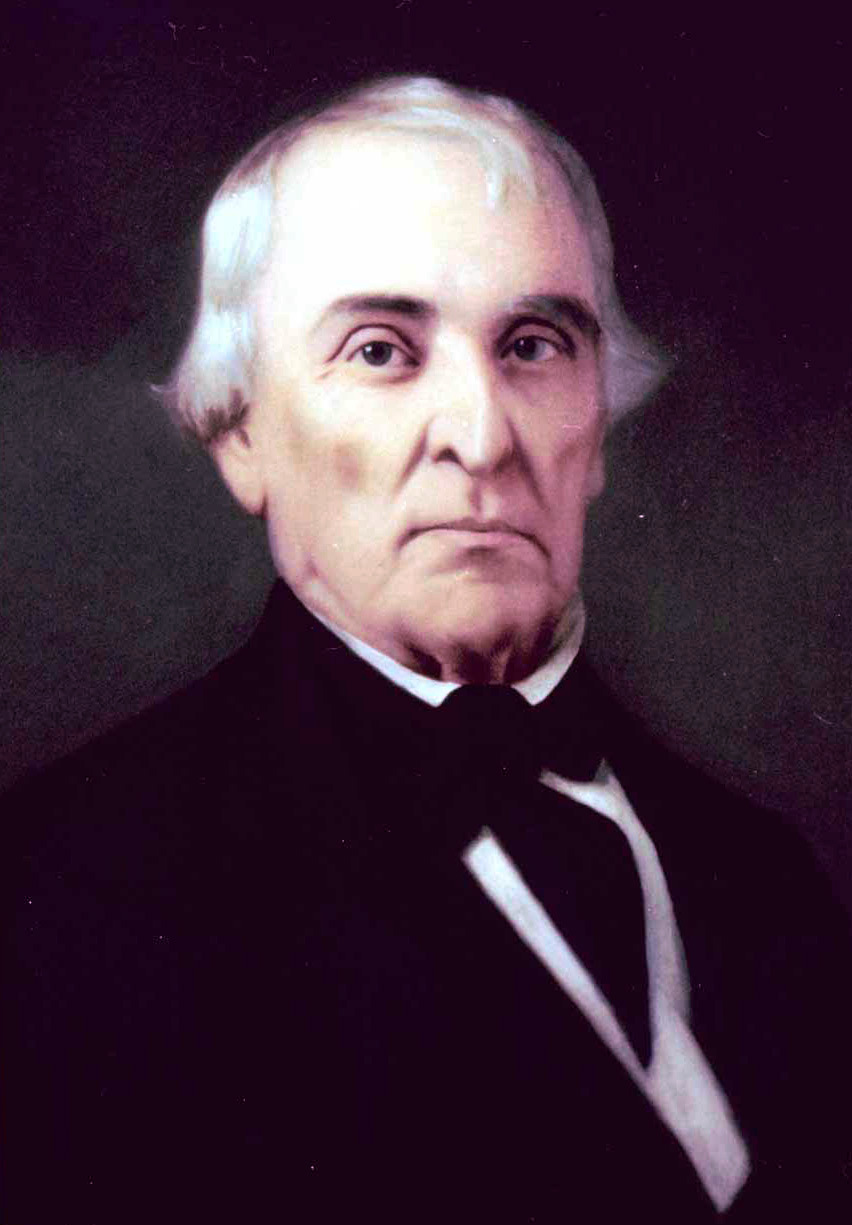
William Hall.

William Hall, född 11 februari 1775 i North Carolina, död 7 oktober 1856 i Sumner County, Tennessee, var en amerikansk demokratisk politiker. Han var guvernör i delstaten Tennessee från 16 april till 1 oktober 1829 och ledamot av USA:s representanthus 1831-1833.
Hall gifte sig med Mary "Polly" Brandon Alexander och paret fick sju barn. Han var verksam som jordbrukare i Tennessee och deltog i creekkriget som skedde samtidigt i sydstaterna som USA bekämpade 1812 års krig mot Storbritannien. Hall befordrades till brigadgeneral. Han valdes 1821 till delstatens senat. Hall tillträdde 1829 som guvernör i egenskap av talman i delstatens senat efter att Sam Houston hade avgått. Han efterträddes senare samma år av William Carroll. 
Hall var en anhängare av USA:s president Andrew Jackson och han lämnade politiken efter en mandatperiod i USA:s representanthus. Hans grav finns på familjekyrkogården Hall Cemetery i Sumner County, Tennessee.